# Antígua e Barbuda nos Jogos Pan-Americanos
A primeira participação de Antígua e Barbuda nos Jogos Pan-Americanos deu-se na oitava edição do evento, em 1979, em San Juan, Porto Rico.

## Quadro de medalhas
| Ano   | Sede           | Gold | Silver | Bronze | Total |
| ----- | -------------- | ---- | ------ | ------ | ----- |
| 1979  | San Juan       | 0    | 0      | 0      | 0     |
| 1983  | Caracas        | 0    | 0      | 0      | 0     |
| 1987  | Indianápolis   | 0    | 0      | 0      | 0     |
| 1991  | Havana         | 0    | 0      | 0      | 0     |
| 1995  | Mar del Plata  | 0    | 0      | 1      | 1     |
| 1999  | Winnipeg       | 0    | 0      | 0      | 0     |
| 2003  | Santo Domingo  | 0    | 0      | 0      | 0     |
| 2007  | Rio de Janeiro | 1    | 0      | 2      | 3     |
| 2011  | Guadalajara    | 0    | 0      | 0      | 0     |
| Total | Total          | 1    | 0      | 3      | 4     |